# Esperia, Frosinone
Esperia är en ort och kommun i provinsen Frosinone i regionen Lazio i Italien. Kommunen hade 3 841 invånare (2018).